# Ángel Juanes
Ángel Juanes Peces (San Pablo de los Montes, Toledo, 22 de octubre de 1947) es un magistrado jubilado y jurista español que sirvió como primer vicepresidente del Tribunal Supremo desde enero de 2014 hasta octubre de 2019. También fue presidente de la Audiencia Nacional entre 2009 y 2014.

## Carrera
Comenzó su carrera en 1978 como juez en Don Benito (Badajoz). Le siguieron destinos en Mérida, San Sebastián, Badajoz, y en las Audiencias Provinciales de Cáceres y Badajoz. Más tarde fue magistrado de Trabajo en Sevilla, letrado del Constitucional y presidente del Tribunal Superior de Justicia de Extremadura. En 2005 fue nombrado magistrado de la Sala de lo Militar del Tribunal Supremo y en 2009 presidente de la Audiencia Nacional.
El 8 de enero de 2014 cesó como presidente de la Audiencia Nacional al ser nombrado vicepresidente del Tribunal Supremo, siendo sustituido con carácter temporal por Ricardo Bodas. En enero de 2019 el Consejo General del Poder Judicial prorrogó el mandato de Juanes hasta octubre, fecha en la cual alcanzaría la fecha obligatoria de jubilación. Se jubiló el 22 de octubre de 2019. Debido a la interinidad del Consejo, el magistrado Ángel Calderón, presidente de la Sala Militar del Tribunal Supremo, asumió la vicepresidencia interina, salvo las funciones relativas al CGPJ que las asumió el magistrado y vocal del Consejo, Rafael Fernández Valverde.
En noviembre de 2019 se incorpora como "Of Counsel" en el departamento Penal del bufete CCS Abogados.

## Condecoraciones
- Gran Cruz de la Orden de San Raimundo de Peñafort (2019)[6]